# Bolchaïa Tava
La Bolchaïa Tava (en russe : Большая Тава) est une rivière de Russie qui coule dans les oblasts d'Omsk et de Tioumen en Sibérie occidentale. C'est un affluent de l'Ichim en rive droite, donc un sous-affluent de l'Ob par l'Ichim d'abord, puis par l'Irtych.

## Géographie
La Bolchaïa Tava prend sa source dans l'ouest de l'oblast d'Omsk, non loin de l'oblast de Tioumen. Elle coule globalement du sud-est vers le nord-ouest au travers d'une région steppique comportant de nombreux lacs et située au sud du cours de l'Irtych qui à ce niveau coule d'est en ouest. Elle se jette dans l'Ichim en rive droite, après avoir baigné la petite ville de Bolchaïa Tava, à moins de vingt kilomètres à vol d'oiseau avant que l'Ichim ne conflue lui-même avec l'Irtych.
La rivière est habituellement prise dans les glaces depuis la fin du mois de novembre jusqu'au mois d'avril.

## Hydrométrie - Les débits mensuels à Malaïa Tava
Le débit de la Bolchaïa Tava a été observé pendant 37 ans (durant la période 1947-1999) à Malaïa Tava, petite localité située à 51 kilomètres de son point de confluence avec la rivière Ichim. 
Le débit inter annuel moyen ou module observé à Malaïa Tava durant cette période était de 6,23 m3/s pour une surface de drainage observée de 2 440 km2, soit quelque 90 % de la totalité du bassin versant de la rivière qui en compte 2 750. La lame d'eau écoulée dans ce bassin se monte ainsi à 81 millimètres annuellement, ce qui est certes très modéré, mais satisfaisant dans le cadre du sud de la plaine de Sibérie occidentale, caractérisée par un écoulement médiocre. 
Cours d'eau alimenté avant tout par la fonte des neiges, mais aussi par les pluies d'été et d'automne, la Bolchaïa Tava a un régime nivo-pluvial. 
Les hautes eaux se déroulent au printemps, de la mi-avril à début juin, avec un sommet très net en mai, ce qui correspond au dégel et à la fonte des neiges. Au mois de juin, le débit chute fortement, et la baisse se poursuit en juillet. Dès fin juillet, le débit se stabilise à un niveau assez peu élevé durant la suite de l'été et l'automne. Au mois de novembre, le débit de la rivière baisse à nouveau, ce qui mène à la période des basses eaux. Celle-ci a lieu de décembre à mars inclus et correspond aux fortes gelées de l'hiver sibérien. 
Le débit moyen mensuel observé en mars (minimum d'étiage) est de 0,54 m3/s, soit moins de 2 % du débit moyen du mois de mai (31,1 m3/s), ce qui montre que l'amplitude des variations saisonnières de la rivière est extrêmement importante, même dans le contexte du sud du bassin de l'Ob, pourtant caractérisé par des écarts de débit mensuel élevés. Ces écarts peuvent être plus marqués encore d'après les années : sur la durée d'observation de 37 ans, le débit mensuel minimal a été de 0,15 m3/s en mars 1969, tandis que le débit mensuel maximal s'élevait à 93,8 m3/s en mai 1987.   
En ce qui concerne la période libre de glaces (de mai à octobre inclus), le débit mensuel minimal observé a été de 0,38 m3/s en octobre 1971, ce qui montre que les étiages d'été-automne peuvent se révéler assez sévères dans la région. 